# بيلينكورت
بيلينكورت (بالفرنسية: Beaulencourt)‏ هي بلدية تقع في إقليم باد كاليه من منطقة نور با دو كاليه في شمال فرنسا. تبلغ مساحة هذه المدينة 4.9 (كم²)، وترتفع عن سطح البحر 120 م، يبلغ عدد سكانها 221 نسمة حسب إحصاء المعهد الوطني للإحصاء والدراسات الاقتصادية سنة 2009 م. وترأس Jean-Jacques Cottel البلدية خلال فترة (2008-2014).